# Channa cyanospilos
Espèce
Channa cyanospilos est une espèce de poissons carnivores originaires d'Asie

## Synonymes
- Ophicephalus cyanospilos
- Ophiocephalus striatus - Weber et de Beaufort, 1922
- Channa striata - Ng et Lim, 1990